# Steve Hofmann
Steve Hofmann, né le 20 janvier 1958 est un mathématicien américain qui a participé à la résolution, en 2002, du problème des racines de Kato pour les opérateurs différentiels elliptiques, für elliptische Differentialoperatoren, énoncé en  1953. 

## Biographie
Hofmann obtient son doctorat à l'Université du Minnesota, Twin Cities. Il est professeur à l'Université du Missouri, et travaille aux côtés d'autres mathématiciens éminents (Pascal Auscher, Michael Lacey, John Lewis, Alan McIntosh et Philippe Tchamitchian) pour résoudre ce problème, celui qui est mis en place au début des années 1950 par Tosio Kato, mathématicien à l'Université de Californie à Berkeley. 
Il est conférencier invité au Congrès international des mathématiciens de 2006 à Madrid. En 2012, il est élu membre de l'American Mathematical Society.